# 1,4-雄二烯-3,17-二酮
雄二烯二酮（英語：androstadienedione，或，也称为1,4-雄二烯-3,17-二酮，或1-脱氢雄烯二酮）是一种甾体化合物，化学式C19H24O2，是工业上合称许多甾体药物的前体。它在168 °C熔化。